# Руан (хребет)

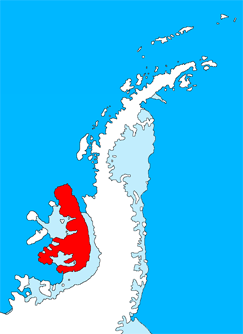
Карта, на якій зображено острів Олександра І

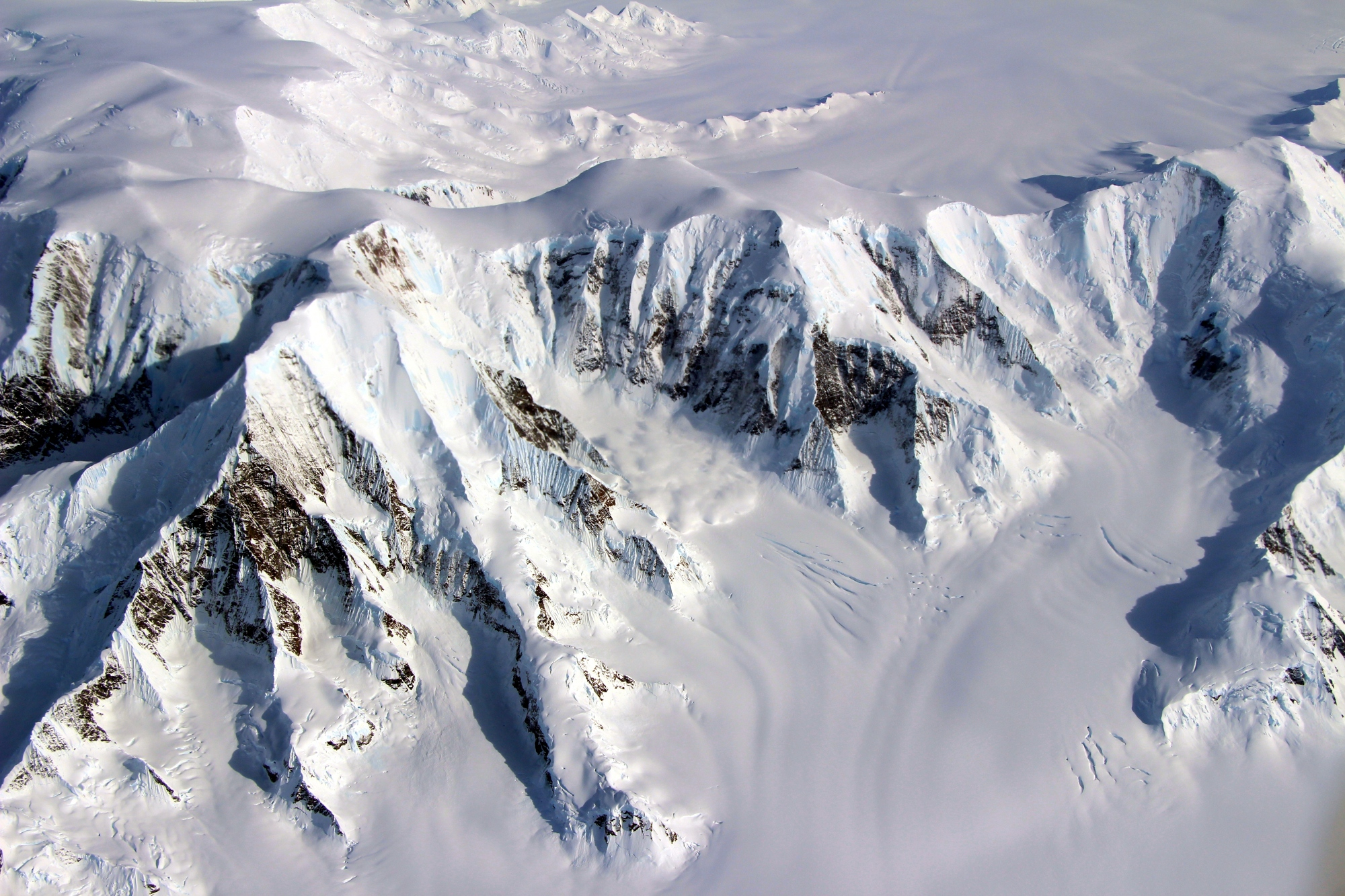
Пасмо гір Землі Олександра І

Руан (хребет) (англ. Rouen Mountains, 68°59′ пд. ш. 70°50′ зх. д. / 68.983° пд. ш. 70.833° зх. д..) — гірський хребет, який знаходиться на Землі Олександра І

## Географія
Хребет розташований у Західній Антарктиді, в  північній частині острова Земля Олександра I. Гірське пасмо простягається на 35 миль (60 км)  від гори Байонна до островів Кера та гори Купола, на півночі острова Земля Олександра I, Антарктида. Цей гірський масив має найвищі вершини острова, як і сусідній хребет Дуґласа. 
Найвища точка хребта Руан — гора Париж, її висота перевищує 2800 м.

## Історія досліджень хребта
Хребет Руан вперше відвідали учасники  другої Французької антарктичної експедиції 1908—1911 років, під керівництвом французького полярного дослідника Жана-Батиста Шарко.  Названий  хребет на честь французького міста  Руан. Вперше пасмо гір було описане у 1936 році під час Британської антарктичної експедиції на землю Ґреяма  (BGLE) між 1934 та 1937 роками, під керівництвом австралійського полярного дослідника Джона Раймілла.
Територія острова Земля Олександра I, на якому розташований хребет, належить до спірних антарктичних територій Великої Британії, Чилі та Аргентини. Вони були частково обстежені FIDS у 1948 році, а згодом були досліджені за допомогою знімків  з американських супутників з січня 1974 року до лютого 1975 року.